# Iglesia de Nuestra Señora de los Dolores (Medellín)
La Iglesia de Nuestra Señora de Los Dolores es un templo colombiano de culto católico, dedicado a la Virgen María bajo la advocación de la Virgen de las Angustias o de los Dolores, está localizado en el barrio La América de Medellín y pertenece a la jurisdicción eclesiástica de la Arquidiócesis de Medellín. 
El edificio es de estilo Neobizantino, su planta es rectangular, su interior está dividido en tres naves y fue diseñado por Agustín Goovaerts.

## Historia
En 1869, el señor Rafael Velásquez habitante del corregimiento de La América solicitó permiso para edificar una capilla, ya que las parroquias existentes (Belén y Robledo) quedaban muy distantes. El permiso le fue concedido el 14 de abril de 1869 por el obispo Valerio Antonio Jiménez. 
La construcción del templo se inició en un terreno donado por el mismo Velaśquez, localizado en lo que es hoy la calle 44 con la carrera 84. La capilla era de tapias con 24 metros de largo por 7,20 de ancho debidamente enladrillada, con sacristía, presbiterio, púlpito, y coro. Los párrocos de Belén y Robledo se alternaban para celebrar en el templo la misa cada 8 días.
Por varios años los habitantes de La América estuvieron tratando de obtener su propia parroquia. La primera petición aparece el 26 de diciembre de 1886. Existen un informe extenso favorable del cura de Belén, Baltazar Vélez v., sin embargo, el obispo de la época, Bernardo Herrera Restrepo era muy exigente para la erección de parroquias, y contestó diciendo que el cura de Belén atendiera el sector de La América

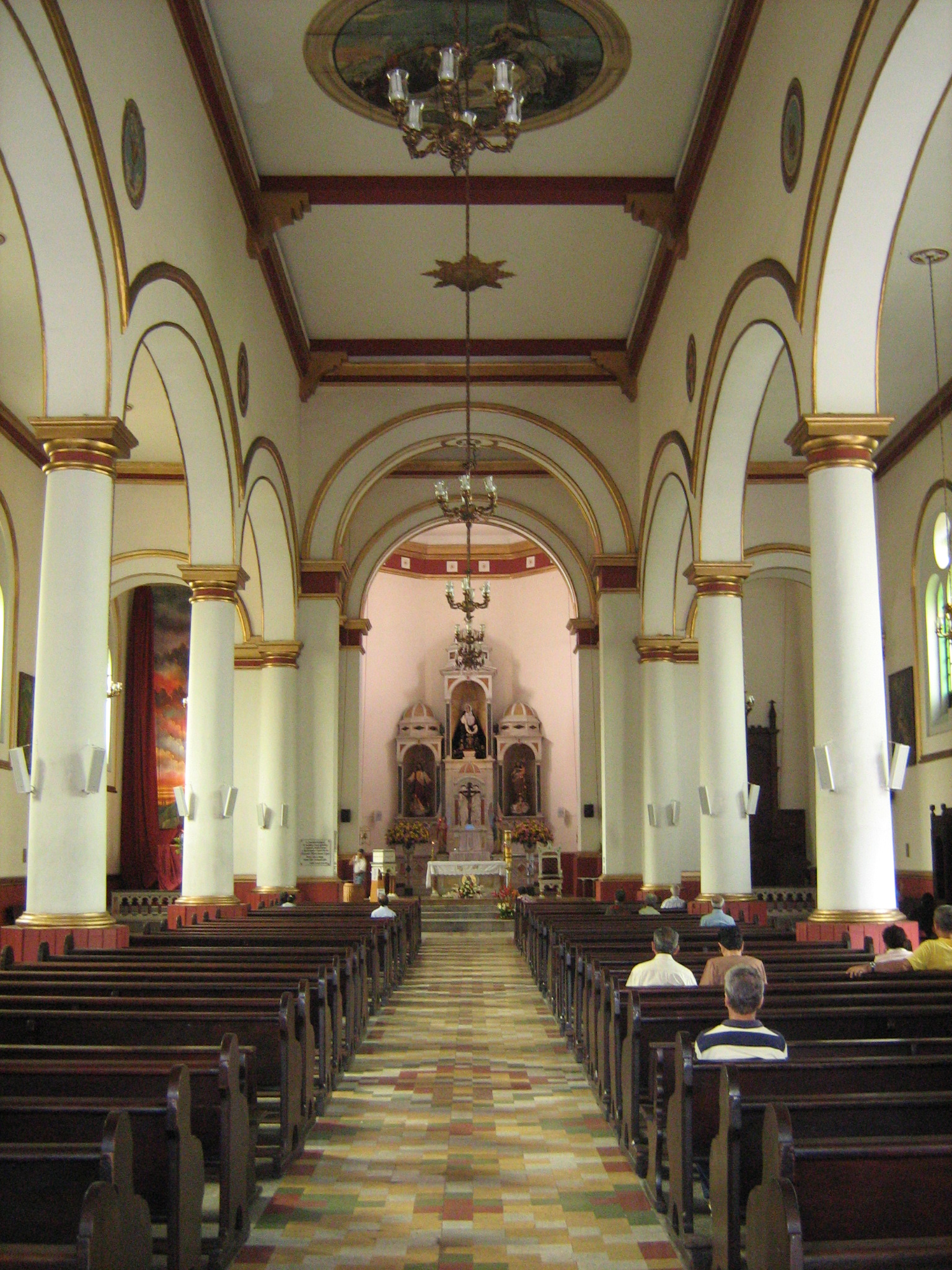
Nave central.

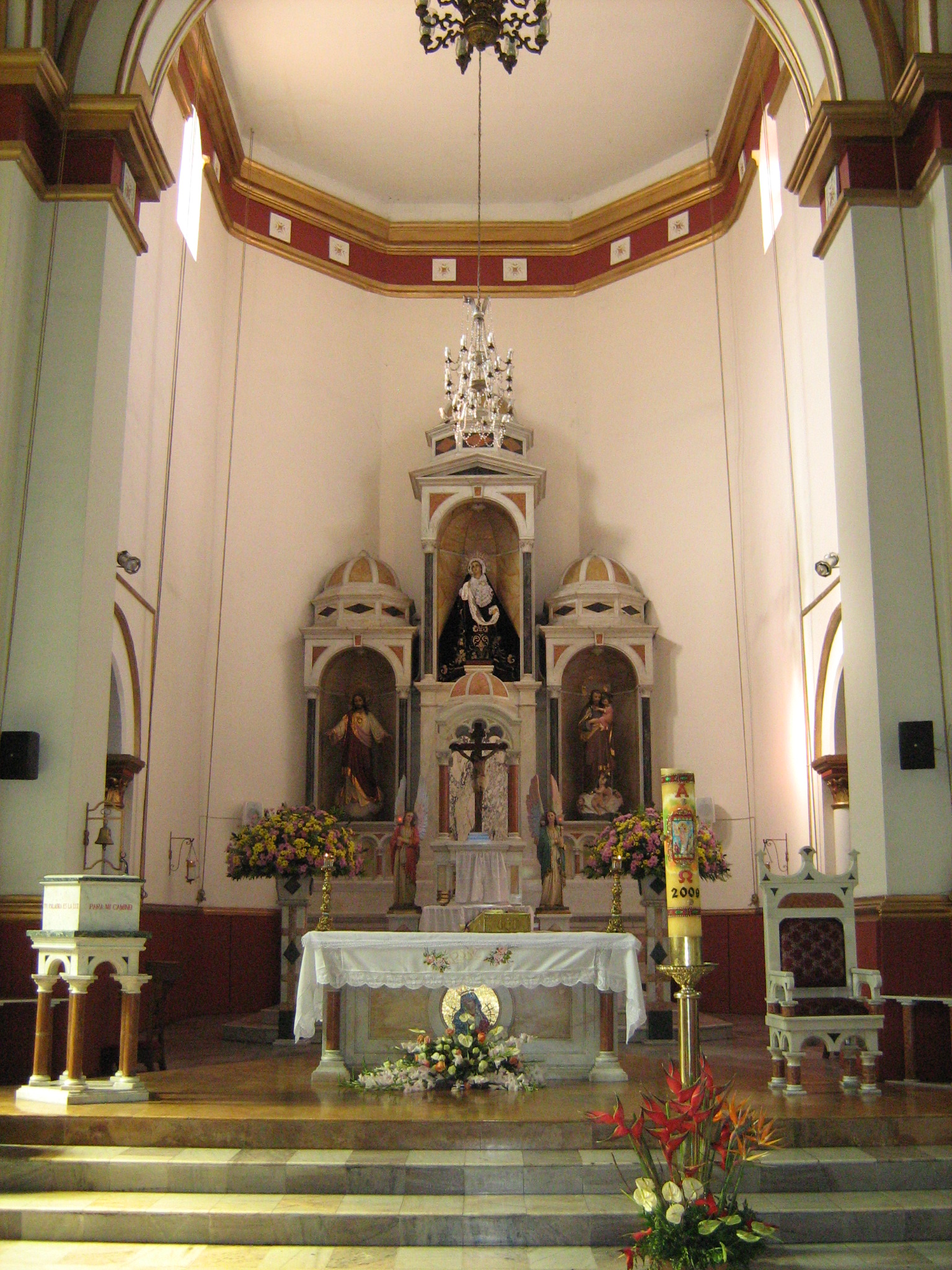
Altar mayor.

El 15 de diciembre de 1890 fue enviada una nueva petición al obispo, diciéndole que La América era un sitio que por sus «magníficas condiciones topográficas y climáticas» estaba llamada a «ser una de las más importantes poblaciones que rodean a Medellín» y alegan la distancia que había con las parroquias de Belén y Robledo.
En 1892 empezó la administración episcopal del obispo Joaquín Pardo Vergara, ante quien insistieron los habitantes de La América para que la capilla se erigiera en parroquia.
El 26 de marzo de 1898, fueron encargados para inspeccionar el lugar, los canónigos Jesús María Marulanda y Eladio J. Jaramillo, asesorados por el laico Tomás Bernal, quienes rindieron un informe favorable. Con base en lo anterior el obispo Pardo Vergara, dictó un decreto que permitía la creación de la parroquia de La América y designaba como patrona a Nuestra Señora de los Dolores; además se dio permiso para la construcción de un cementerio y se nombraba como primer párroco al presbítero Félix Antonio Urrea H.
Con el paso del tiempo se vio la necesidad de construir un nuevo templo más amplio y cómodo. Finalmente, el 26 de octubre de 1916 el presbítero José María Gómez bendijo y coloco la primera piedra del templo actual, localizado justamente al frente de la capilla construida por Rafael Velásquez. Esta obra se logró poco a poco con los planos del arquitecto belga Agustín Goovaerts. En sus inicios se tuvieron que vencer grandes dificultades principalmente de tipo económico, teniéndose incluso que suspender por algunos años. Sin embargo, pudo más la gran voluntad de los feligreses y de los sacerdotes, quienes incansablemente lucharon por la construcción del templo.
Los primeros tapiadores de lo que es hoy el templo de La América fueron los Álvarez, Bernardino y Antonio, ayudados por los Arangos. Muchos habitantes del sector colaboraron cargando piedras y arena. Los niños de la escuela, por ejemplo, a la hora del descanso los llevaban a la quebrada de donde sacaban materiales para la construcción. Las amas de casa realizaban empanadas cada 8 días para recoger fondos para el templo, para lo cual en la semana pedían de casa en casa los ingredientes con el fin de que toda la ganancia le quedara a la iglesia. Dichas empanadas se vendían a un centavo.
En 1979 hubo un temblor de tierra que afectó seriamente la estructura del templo y le correspondió al presbítero Alfonso Vásquez B. la reconstrucción de la iglesia. Asesorado una junta obtuvo un préstamo que le otorgó el Instituto de Acción Pastoral de la Arquidiócesis y comenzó los trabajos, sostenido por el interés de todos sus feligreses, felices de ver que el templo iba adquiriendo consistencia con columnas y vigas. Sin embargo, una vez terminadas las obras y en vísperas de elecciones presidenciales para el periodo 1982-1986 colocaron una bomba en el templo, ocasionándole nuevamente daños en las columnas de la entrada, en el coro y destruyendo también algunas imágenes, cuyos arreglos costaron más de 1 000 000 pesos de la época.
En 1985, fecha en la cual el templo cumplía 87 años, monseñor Alfonso López Trujillo arzobispo de Medellín, lo consagró solemnemente, estando en esa época como párroco Rafael Henao R. Previa a esta fecha se hicieron nuevas reformas con el fin de embellecer aún más el templo.